# Booneville (Mississippi)
Booneville è una città (city) degli Stati Uniti d'America, situata nella contea di Prentiss, nello Stato del Mississippi.